# ロバート・デ・ニーロのブルーマンハッタン/BLUE MANHATAN2・黄昏のニューヨーク
『ロバート・デ・ニーロのブルーマンハッタン/BLUE MANHATAN2・黄昏のニューヨーク』（原題：Greetings）は、1968年に公開されたアメリカ映画。
第19回ベルリン国際映画祭銀熊賞受賞。DVD題は『青春のマンハッタン』。監督のブライアン・デ・パルマの徴兵拒否の実体験を元にしている。ロバート・デ・ニーロ主演作のようなタイトルだがアンサンブルコメディである。日本語題はあべこべだが『ロバート・デ・ニーロのブルーマンハッタン/BLUE MANHATAN1・哀愁の摩天楼』という続編が作られた。

## キャスト
- ジョナサン・ウォーデン
- ロバート・デ・ニーロ
- ゲリット・グレアム
- リチャード・ハミルトン
- メーガン・マコーミック
- アレン・ガーフィールド
- ルターニャ・アルダ